# ABN AMRO-hoofdkantoor
Het ABN AMRO-hoofdkantoor is te vinden in Amsterdam aan de Zuidas. Het behoort met een hoogte van 105 meter en 24 verdiepingen tot de 10 hoogste gebouwen van de hoofdstad. Het gebouw werd in 1999 opgeleverd en in gebruik genomen. Het is, zoals de naam al doet vermoeden, het hoofdkantoor van de Nederlandse bank ABN AMRO.
In 2007 werd ABN AMRO overgenomen door een consortium van drie buitenlandse banken, waarna het Belgische Fortis Bank het Nederlandse deel van ABN AMRO in handen kreeg en ook het hoofdkantoor. Dit zat in de boedel van Fortis. De bekende groen-gele logo's verdwenen van het pand. Anderhalf jaar later bleken de overnamebanken in grote problemen te verkeren en nam de Nederlandse Staat ABN AMRO over. De logo's werden direct weer teruggeplaatst aan de bovenzijde van het gebouw.
Eind november 2020 kondigde ABN-AMRO aan, dat de bank in 2024 grotendeels zal vertrekken uit het gebouw. De meeste afdelingen zullen worden verplaatst naar het oude ABN-hoofdkantoor aan de Foppingadreef in Amsterdamse Poort. Het gebouw aan de Zuidas zal worden verkocht, waarna een gedeelte wordt teruggehuurd om de hoofddirectie te huisvesten. Op 7 december 2021 werd bekendgemaakt dat het gebouw is verkocht voor € 765 miljoen aan de Victory Group.

## Weetjes
- De eerste paal is op 26 juni 1996 de grond ingegaan.
- In september 1998 is het hoogste punt bereikt.

## Afbeeldingen

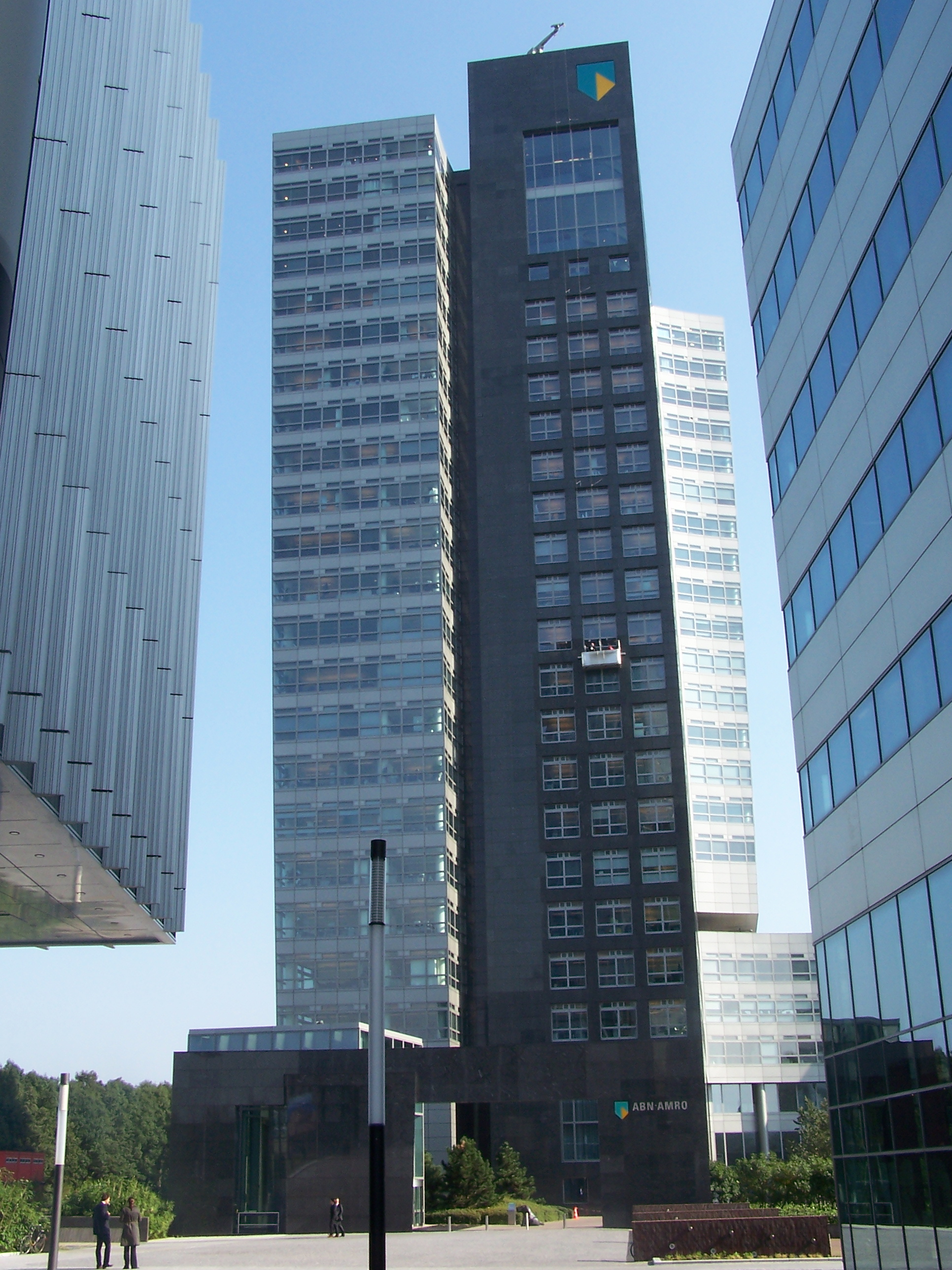
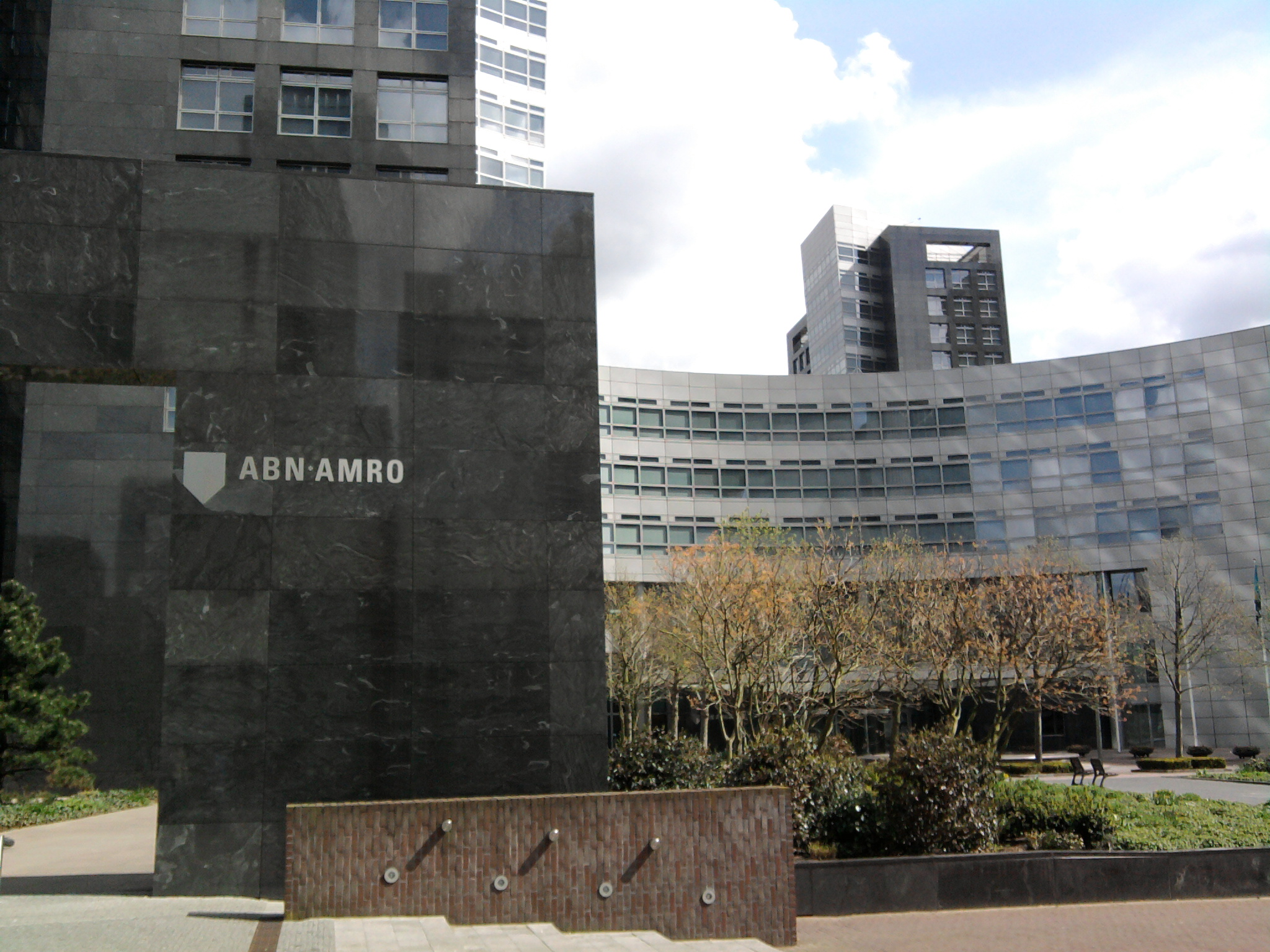

Rembrandttoren · Mondriaantoren · Y-Towers · Amsterdam Symphony · WTC H Toren · ABN AMRO-hoofdkantoor · Amstel Tower · Ito-toren · Valley · Millennium Tower · Crystal Tower · The Sharing Tower · Teleport Tower · Viñoly · Breitnertoren · Oval Tower · The Rock · Pontsteiger · La Guardia Plaza · Cross Towers · New Amsterdam · UNStudio Tower · Boekhuis · IJ-toren · A'DAM Toren · Hourglass · Vivaldigebouw · Okura Hotel · 900 Mahler · De Nederlandsche Bank · Xavier · De Spakler